# 라스트 사무라이
《라스트 사무라이》(영어: The Last Samurai)는 2003년에 출시된 에드워드 즈윅 감독이 만든 톰 크루즈 주연의 영화이다. 이 영화의 주제는 일본 역사에서 나오는 세이난 전쟁에 바탕을 두고 있다.

## 줄거리
미국 인디언 전쟁 중 저지른 잔학 행위로 인해 트라우마를 겪는 알코올 의존증 환자인 전 미국 육군 대위 네이선 올그렌은 1876년 그의 전 지휘관인 배글리 대령의 접근을 받는다. 배글리는 올그렌에게 일본의 사업가 오무라 마쓰에를 위해 새로 창설된 일본 제국 육군을 훈련시켜 달라고 요청한다. 오무라는 이 군대를 사용하여 일본의 새 천황에 대항하는 사무라이 반란을 진압할 계획이었다. 올그렌은 배글리에 대한 증오에도 불구하고 돈 때문에 그 일을 맡는다. 그의 오랜 친구인 제블론 간트가 그와 동행한다. 도착하자마자 올그렌은 사무라이에 대해 잘 아는 영국인 통역사 사이먼 그레이엄을 만난다.
올그렌은 황군 병사들이 훈련이 제대로 안 된 징집병이라는 것을 알게 된다. 훈련 도중 그는 오무라의 철도 중 하나에 대한 사무라이 공격 소식을 듣는다. 올그렌의 반대에도 불구하고 오무라는 병사들을 추격에 보낸다. 그러나 전투는 재앙이 되고, 병사들은 재빨리 격퇴당하고 도망치며, 간트가 죽는다. 올그렌은 부상을 입고, 사무라이 지도자 가쓰모토 모리쓰구가 그를 살려주면서 포로로 잡힌다. 하세가와 황군 장군은 할복이 허용된다.
올그렌은 가쓰모토의 마을로 끌려가 가쓰모토의 요청에 따라 가쓰모토의 여동생인 타카에게 보살핌을 받는다. 올그렌은 나중에 타카가 자신이 포로로 잡히기 전에 죽인 사무라이의 미망인이라는 것을 깨닫는다. 처음에는 홀대받았지만, 그는 결국 사무라이의 존경을 얻는다. 타카의 도움으로 올그렌은 알코올 중독과 죄책감을 극복하고, 일본 문화를 배우며, 일본 검술을 훈련받는다. 그는 근대화가 그들의 전통을 훼손하는 것에 화가 난 사무라이에 대해 동정심을 갖게 된다. 올그렌과 타카는 서로에게 말 없는 애정을 키운다.
어느 날 밤, 닌자들이 마을에 침투하여 가쓰모토를 기습한다. 올그렌은 가쓰모토의 목숨을 구하고 마을을 방어하는 데 도움을 주며, 오무라가 이 사건의 책임자라고 결론 내린다. 가쓰모토는 도쿄에서 메이지 천황과의 만남을 요청한다. 그는 올그렌을 데려가 풀어줄 생각이다. 도착하자마자 올그렌은 황군이 배글리 밑에서 더 잘 훈련되었다는 것을 알게 된다. 가쓰모토는 실망스럽게도 젊고 경험 없는 천황이 오무라의 꼭두각시라는 것을 발견한다. 정부 회의에서 오무라는 가쓰모토에게 공공장소에서 칼을 소지한 것으로 체포를 명령하고, 다음 날 자신의 명예를 되찾기 위해 할복하라고 말한다. 한편, 올그렌은 오무라가 군 지휘권을 다시 맡으라는 제안을 거부한다. 오무라가 자신을 암살하기 위해 보낸 요원들을 물리친 후, 올그렌은 그레이엄과 가쓰모토의 부하들을 동원하여 그들의 지도자를 구출한다. 구출 도중 가쓰모토의 부상당한 아들 노부타다는 다른 이들이 탈출할 수 있도록 자신을 희생한다.
황군이 반란을 진압하기 위해 진군하자, 슬픔에 잠긴 가쓰모토는 할복을 고려하지만, 올그렌은 그를 설득하여 싸우게 하고 전투에서 사무라이와 함께하겠다고 맹세한다. 그들은 마을로 돌아오고, 타카는 올그렌에게 돌아가신 남편의 사무라이 갑옷을 입히고, 가쓰모토는 올그렌에게 "옛 방식과 새 방식이 합쳐진 전사"라고 새겨진 새로 만들어진 사무라이 칼을 선물한다.
전장에서 올그렌과 가쓰모토는 오무라와 배글리와 회담한다. 배글리는 가쓰모토에게 항복을 제안하지만, 그는 거부한다. 사무라이는 황군의 과신을 이용하여 그들을 함정으로 유인한다. 이어진 전투는 양측에 막대한 사상자를 낸다. 수가 줄어들고 황군 증원군이 임박하자, 가쓰모토는 자살 기병 돌격을 명령한다. 사무라이는 배글리의 진형을 뚫고, 올그렌은 배글리를 죽이지만, 사무라이는 개틀링 건에 의해 빠르게 쓰러진다. 학살에 깊이 감동하고 후회에 찬 올그렌이 이전에 훈련시킨 황군 대위는 눈물을 흘리며 사격을 중지하라고 명령한다. 치명적인 부상을 입은 가쓰모토는 병사들이 경의를 표하며 무릎을 꿇은 채 올그렌의 도움으로 할복한다.
나중에 무역 협상이 마무리될 때, 부상당한 올그렌이 회의를 방해한다. 그는 천황에게 가쓰모토의 칼을 바치고, 가쓰모토와 그의 동료 사무라이들이 싸우고 죽은 전통을 기억해 달라고 요청한다. 천황은 일본이 근대화되어야 하지만, 자신의 문화와 역사를 잊어서는 안 된다는 것을 깨닫는다. 그는 무역 제안을 거부하고, 오무라가 항의하자 천황은 그에게 충분히 했다고 말하며 그의 재산을 몰수하여 백성에게 분배하겠다고 위협한다. 천황은 올그렌에게 가쓰모토가 어떻게 죽었는지 묻고, 올그렌은 대신 그가 어떻게 살았는지를 천황에게 말하겠다고 대답한다. 올그렌은 타카와 재회하기 위해 마을로 돌아간다.

## 출연
- 톰 크루즈 - 네이던 올그런 대위
- 와타나베 켄 - 가쓰모토
- 코야마다 신 - 노부타다
- 토니 골드윈 - 배글리 중령
- 빌리 코널리 - 제브 갠트 상사
- 티모시 스폴 - 사이먼 그레이엄
- 하라다 마사토 - 오무라
- 나카무라 시치노스케 - 메이지 천황
- 사나다 히로유키 - 우지오

## SBS 성우진 (2006년 12월 30일)
- 안지환 - 네이든 알그렌(톰 크루즈)
- 신성호 - 카츠모토(와타나베 켄)
- 이종구 - 그레엄(티모시 스폴)
- 김준 - 배글리(토니 골드윈)
- 황윤걸 - 오무라(하라다 마사토)
- 이근욱 - 일본군 장교(이가와 토고)
- 김용식 - 미국 대사(스콧 윌슨)
- 최옥희 - 미국인
- 김익태 - 그랜트(빌리 코널리)
- 기경옥 - 미국인
- 이선호 - 마구지로(아오이 미나토)
- 윤복성 - 일왕(나카무라 시치노수케)
- 변영희 - 노부타다(코야마다 신)

## 줄거리
미국 독립 100주년을 맞는 1876년. 남북전쟁과 인디언 토벌 전쟁에서 공을 세운 네이던 올그런 대위는 샌프란시스코에서 열린 박람회에서 술에 취하면서 총쏘는 것을 관중들에게 보여주면서 영화가 시작된다.
한편, 당시 일본에서는 일본 천황을 중심으로 하는 개혁파들과 사무라이 정신의 보수파들이 서로 대립을 하고 있었다. 올그런 대위와 배글리 중령, 갠트 상사는 일본의 사업인 오무라의 안내로 일본으로 떠난다.
일본에 도착한 그들은 일본어에 능한 영국인 신문기자 사이먼 그레이엄의 도움으로 메이지 천황을 알현하게 된다. 천황과 그의 측근들은 일본을 서양화시키기 위하여, 사무라이 제도를 끝내는 계획을 세우고 있었다. 올그런과 갠트는 일본의 신식군대를 훈련시키고, 다음날 새벽에 사무라이들에 맞서는 전투에 나간다. 전투 중에 갠트는 전사하였고, 올그런은 사무라이들에게 포로로 잡혀간다.
포로로 잡혀 그들의 마을에서 간호를 받은 올그런은 오히려 그들의 문화에 젖어들어 검술을 배우기 시작하고, 사무라이 대장 가쓰모토 영주와 인연을 맺어 그들과 함께 싸우기로 마음을 먹는다.
천황의 내각모임에 나타난 가쓰모토는 천황에게 단검을 바치려 하지만, 감금을 당하고 만다. 올그런과 가쓰모토의 아들 노부타다가 가쓰모토를 구하러 가지만, 노부타다는 거기서 사망하고 만다.
벌판에서 천황의 정부군 부대들과 사무라이들과의 전투가 시작된 날, 올그런은 사무라이 편에 있으면서 싸우게 되는데...

## 촬영
이 영화의 대부분은 뉴질랜드의 타라나키 지방에서 촬영하였고 거기있는 타라나키 산은 올그런 대위 일행이 일본에 도착하는 장면에서 나온 후지 산의 모델이 되었다. 이 영화의 이야기에서 나온 인물 가쓰모토는 사이고 다카모리에 바탕을 두고 있다.

## 같이 보기
- 세이난 전쟁
- 사무라이